# Tour de France 1930
Le Tour de France 1930, 24e édition du Tour de France, s'est déroulé du 2 juillet au 27 juillet 1930 sur 21 étapes pour 4 818 km. Il voit l'apparition des équipes nationales, remplaçant les équipes de marques, et de la caravane publicitaire. Il a été remporté par le coureur français André Leducq.

## La «révolution» du Tour de France 1930
Au cours des années 1920, le Tour subit la mainmise d'équipes de marques, Alcyon de 1927 à 1929 notamment, assez puissantes pour « d'une part engager les meilleurs coureurs (« écraser la course ») et d'autre part acheter les coureurs ou les équipes concurrents (« verrouiller la course ») afin de s'assurer la victoire et la publicité afférente ». Ces victoires orchestrées se font en dépit du règlement de course, qui interdit l'entraide.
Cette domination des industries du cycle nuit à l'intérêt sportif de la course, que Desgrange tente en vain de maintenir en changeant de formule chaque année, au prix de contradiction et de « [tergiversations] avec son idéal sportif ». Les changements successifs de règlement n'atteignent pas leur but et plongent au contraire le Tour dans une période de décadence. En outre, aucun Français n'a gagné depuis 1923,. La victoire en 1929 du Belge Maurice De Waele, affaibli et aidé par ses coéquipiers d'Alcyon, provoque la fureur de Desgrange et le convainc de révolutionner le mode de participation au Tour de France. Il annonce les changements à venir dans L'Auto le 25 septembre 1929,.
Les marques de cycles disparaissent : désormais, les coureurs contractent directement avec le Tour et sont regroupés par équipes nationales. L'Auto paye leurs frais et leur fournit un vélo jaune sans marque. Pour cette édition de 1930, cinq équipes nationales sont présentes, regroupant 40 coureurs : l'Allemagne, la Belgique, l'Espagne, la France et l'Italie. Les autres coureurs forment la catégorie des « touristes-routiers ». Tous courent à leurs frais. Pour éviter les nombreux abandons, ils sont désormais sélectionnés : « 40 places seront réservées aux coureurs des années précédentes et 20 à des coureurs qui, au cours de la saison, auront fait leurs petites preuves », précise Desgrange.
Avec cette « révolution », Desgrange renforce son autorité. Les fabricants de cycles sont écartés, il décide des équipes nationales présentes, de leurs dirigeants, et peut écarter certains coureurs.
Cette nouvelle formule impose à L'Auto de trouver de nouvelles sources de revenus. Une redevance est ainsi demandée aux villes étapes, contrepartie de la publicité offerte et de l'activité générée pour l'hôtellerie et la restauration. Surtout, la caravane publicitaire est créée. Cette file de véhicules publicitaires est initiée à la fin des années 1920 par Paul Thévenin, directeur de la publicité des chocolats Menier. Un véhicule portant les couleurs de la marque et distribuant des échantillons ou objets publicitaires passe une heure après les coureurs, accompagné entre autres de véhicules du cirage Lion Noir et des réveils Bayard. En 1930, Thévenin propose à Desgrange de faire passer cette caravane avant les coureurs, contre le paiement d'une redevance. Cette première caravane « officielle » est composée de six véhicules dont ceux de Menier, Lion Noir, Bayard, des gruyères Staff et du café Standard. Menier crée également un prix de la montagne de 5 000 francs,.

## Parcours
Le Tour de France 1930 s'inscrit dans la période de 1905 à 1951, durant laquelle le parcours de la course réalise un « chemin de ronde », collant aux frontières de l'Hexagone.
Pau (Basses-Pyrénées) et Montpellier (Hérault) sont villes-étapes pour la première fois.
La course commence à Paris et dans sa banlieue, comme toutes les ans jusqu'en 1950, à l'exception de 1926. Le départ est donné au Vésinet, après un défilé dans les rues de Paris depuis le siège de L'Auto, rue du Faubourg-Montmartre.
Le parc des Princes accueille l'arrivée du Tour de 1903 à 1967.

## Participation
Les cinq nations retenues par Henri Desgrange pour former des équipes sont la France, la Belgique, l'Italie, l'Allemagne, l'Espagne. En l'absence d'équipe luxembourgeoise, Nicolas Frantz, vainqueur du Tour de France en 1927 et 1928 ne peut participer.
Desgrange s'arroge également un pouvoir important dans la composition des équipes. Il désigne le directeur de l'équipe belge, Karel Steyaert, créateur du Tour des Flandres. Cette équipe n'inclut pas le tenant du titre Maurice De Waele, déclaré indésirable par Desgrange. Le Belge Lucien Buysse est le seul ancien vainqueur au départ de cette édition. Il n'est cependant pas dans son équipe nationale, mais parmi les touristes-routiers. Ses résultats depuis son succès en 1926 n'en font pas un prétendant à la victoire.
Pour former l'équipe d'Italie, Desgrange parvient à convaincre le campionissimo Alfredo Binda, peu enthousiaste, de participer, moyennant une prime de départ. Il refuse en revanche la participation de Costante Girardengo qui, associé à Binda, aurait formé un duo invincible selon lui.
En évinçant De Waele, Frantz, Girardengo, Desgrange place l'équipe de France dans une situation favorable, voire lui « ouvre un boulevard ». Celle-ci comprend trois prétendants à la victoire : André Leducq, deuxième en 1928, Antonin Magne, classé parmi les sept premiers des trois éditions précédentes, et le grimpeur Victor Fontan, septième du Tour de France et quatrième du Tour d'Italie en 1928. Le capitaine de route de l'équipe est Charles Pélissier.

## Équipes participantes
| no      | Équipes          |
| ------- | ---------------- |
| 1-8     | Belgique         |
| 9-16    | Italie           |
| 17-24   | Espagne          |
| 25-32   | Allemagne        |
| 33-40   | France           |
| 101-186 | Touriste-routier |

## Déroulement de la course
- Remarquablement épaulé par l'équipe de France, André Leducq s'empare du maillot jaune à Luchon (9e) et le conserve jusqu'à Paris en dépit d'une sérieuse chute dans la descente du Galibier et grâce à une fantastique poursuite de l'équipe de France envers ses deux principaux adversaires Guerra et Demuysère, qui restera gravée dans les annales du Tour. Révélation de Learco Guerra et de Vicente Trueba. Alfredo Binda, attardé, abandonne après avoir remporté deux étapes (8e, 9e). Il avait passé un accord secret avec Henri Desgrange, selon lequel il assurait sa présence pour quelques étapes.

## Bilan de la course
- Le Français Charles Pélissier remporte huit étapes[20] (dont les quatre dernières) de cette seule édition (il est codétenteur de ce record avec Freddy Maertens et Eddy Merckx). Trois fois seulement il ne termine pas dans les trois premiers d'une étape[21].
- Premier reportage radiophonique en direct par Jean Antoine et Alex Virot.
- Toutes ces innovations font de l'édition de 1930 un jalon fondamental de l'histoire du Tour de France : l'époque pionnière se refermait définitivement.
- Ce Tour fut parcouru à une vitesse moyenne de 27,978 km/h.

Cette édition est, notamment grâce à la victoire de l'équipe de France, un grand succès populaire. La presse écrite souligne l'affluence et leur ferveur du public.

## Étapes
| Étape,    | Date       | Villes étapes                             |                   | Distance (km) | Vainqueur d’étape | Leader du classement général |
| --------- | ---------- | ----------------------------------------- | ----------------- | ------------- | ----------------- | ---------------------------- |
| 1re étape | 2 juillet  | Paris - Le Vésinet – Caen                 | Étape de plaine   | 206           | Charles Pélissier | Charles Pélissier            |
| 2e étape  | 3 juillet  | Caen – Dinan                              | Étape de plaine   | 203           | Learco Guerra     | Learco Guerra                |
| 3e étape  | 4 juillet  | Dinan – Brest                             | Étape de plaine   | 206           | Charles Pélissier | Learco Guerra                |
| 4e étape  | 5 juillet  | Brest – Vannes                            | Étape de plaine   | 210           | Omer Taverne      | Learco Guerra                |
| 5e étape  | 6 juillet  | Vannes – Les Sables-d'Olonne              | Étape de plaine   | 202           | André Leducq      | Learco Guerra                |
| 6e étape  | 7 juillet  | Les Sables-d'Olonne – Bordeaux            | Étape de plaine   | 285           | Jean Aerts        | Learco Guerra                |
| 7e étape  | 8 juillet  | Bordeaux – Hendaye                        | Étape de plaine   | 222           | Jules Merviel     | Learco Guerra                |
| 8e étape  | 9 juillet  | Hendaye – Pau                             | Étape de plaine   | 146           | Alfredo Binda     | Learco Guerra                |
| 9e étape  | 10 juillet | Pau – Luchon                              | Étape de montagne | 231           | Alfredo Binda     | André Leducq                 |
| 10e étape | 12 juillet | Luchon – Perpignan                        | Étape de montagne | 322           | Charles Pélissier | André Leducq                 |
| 11e étape | 14 juillet | Perpignan – Montpellier                   | Étape de plaine   | 164           | Charles Pélissier | André Leducq                 |
| 12e étape | 15 juillet | Montpellier – Marseille                   | Étape de plaine   | 209           | Antonin Magne     | André Leducq                 |
| 13e étape | 16 juillet | Marseille – Cannes                        | Étape de plaine   | 181           | Learco Guerra     | André Leducq                 |
| 14e étape | 17 juillet | Cannes – Nice                             | Étape de montagne | 132           | Louis Peglion     | André Leducq                 |
| 15e étape | 19 juillet | Nice – Grenoble                           | Étape de montagne | 333           | Learco Guerra     | André Leducq                 |
| 16e étape | 21 juillet | Grenoble – Évian-les-Bains                | Étape de montagne | 331           | André Leducq      | André Leducq                 |
| 17e étape | 23 juillet | Évian-les-Bains – Belfort                 | Étape de montagne | 282           | Frans Bonduel     | André Leducq                 |
| 18e étape | 24 juillet | Belfort – Metz                            | Étape de plaine   | 223           | Charles Pélissier | André Leducq                 |
| 19e étape | 25 juillet | Metz – Charleville                        | Étape de plaine   | 159           | Charles Pélissier | André Leducq                 |
| 20e étape | 26 juillet | Charleville – Malo-les-Bains              | Étape de plaine   | 271           | Charles Pélissier | André Leducq                 |
| 21e étape | 27 juillet | Malo-les-Bains – Paris - Parc des Princes | Étape de plaine   | 300           | Charles Pélissier | André Leducq                 |

Note : le règlement ne fait aucune distinction entre les étapes de plaine ou de montagne ; les icônes indiquent simplement la présence ou non d'ascensions notables durant l'étape.

## Classements finals

### Classement général
| Classement général | Classement général    | Classement général | Classement général | Classement général   |
|                    | Coureur               | Pays               | Équipe             | Temps                |
| ------------------ | --------------------- | ------------------ | ------------------ | -------------------- |
| 1er                | André Leducq          | France             | France             | en 172 h 12 min 16 s |
| 2e                 | Learco Guerra         | Italie             | Italie             | + 14 min 13 s        |
| 3e                 | Antonin Magne         | France             | France             | + 16 min 3 s         |
| 4e                 | Jef Demuysere         | Belgique           | Belgique           | + 21 min 34 s        |
| 5e                 | Marcel Bidot          | France             | France             | + 41 min 18 s        |
| 6e                 | Pierre Magne          | France             | France             | + 45 min 42 s        |
| 7e                 | Frans Bonduel         | Belgique           | Belgique           | + 56 min 19 s        |
| 8e                 | Benoît Faure          | France             | Sud-Est            | + 58 min 34 s        |
| 9e                 | Charles Pélissier     | France             | France             | + 1 h 4 min 37 s     |
| 10e                | Adolf Schön           | Allemagne          | Allemagne          | + 1 h 21 min 39 s    |
| 11e                | Louis Delannoy        | Belgique           | Belgique           | + 1 h 27 min 23 s    |
| 12e                | Aimé Dossche          | Belgique           | Belgique           | + 1 h 28 min 14 s    |
| 13e                | Oskar Thierbach       | Allemagne          | Allemagne          | + 1 h 35 min 34 s    |
| 14e                | Louis Peglion         | France             | Provence           | + 1 h 44 min 14 s    |
| 15e                | Jan Mertens           | Belgique           | Belgique           | + 1 h 49 min 24 s    |
| 16e                | Salvador Cardona      | Espagne            | Espagne            | + 1 h 59 min 43 s    |
| 17e                | Valeranio Riera (en)  | Espagne            | Espagne            | + 2 h 23 min 9 s     |
| 18e                | Marcel Mazeyrat       | France             | Sud-Est            | + 2 h 25 min 23 s    |
| 19e                | Georges Laloup (en)   | Belgique           | Belgique           | + 2 h 31 min 37 s    |
| 20e                | Giuseppe Pancera      | Italie             | Italie             | + 2 h 33 min 51 s    |
| 21e                | Jules Merviel         | France             | France             | + 2 h 43 min 42 s    |
| 22e                | Felix Manthey         | Allemagne          | Allemagne          | + 3 h 10 min 37 s    |
| 23e                | Georges Berton (en)   | France             | Champagne          | + 3 h 17 min 11 s    |
| 24e                | Vicente Trueba        | Espagne            | Espagne            | + 3 h 17 min 19 s    |
| 25e                | François Moreels (en) | Belgique           | Île-de-France      | + 3 h 20 min 30 s    |
| modifier           |                       |                    |                    |                      |

| Classement du Challenge international | Classement du Challenge international | Classement du Challenge international | Classement du Challenge international |
|                                       | Équipe                                | Pays                                  | Temps                                 |
| ------------------------------------- | ------------------------------------- | ------------------------------------- | ------------------------------------- |
| 1re                                   | France                                | France                                | en 517 h 34 min 9 s                   |
| 2e                                    | Belgique                              | Belgique                              | + 1 h 48 min 55 s                     |
| 3e                                    | Allemagne                             | Allemagne                             | + 5 h 9 min 59 s                      |
| 4e                                    | Italie                                | Italie                                | + 6 h 32 min 42 s                     |
| 5e                                    | Espagne                               | Espagne                               | + 6 h 42 min 50 s                     |
| modifier                              |                                       |                                       |                                       |

| Classement des équipes régionales (touristes-routiers) | Classement des équipes régionales (touristes-routiers) | Classement des équipes régionales (touristes-routiers) | Classement des équipes régionales (touristes-routiers) |
|                                                        | Équipe                                                 | Pays                                                   | Temps                                                  |
| ------------------------------------------------------ | ------------------------------------------------------ | ------------------------------------------------------ | ------------------------------------------------------ |
| 1re                                                    | Sud-Est                                                | France                                                 | en 524 h 7 min 15 s                                    |
| 2e                                                     | Champagne                                              | France                                                 | + 13 h 21 min 50 s                                     |
| 3e                                                     | Île-de-France                                          | France                                                 | + 15 h 45 min 56 s                                     |
| 4e                                                     | Côte d'Azur                                            | France                                                 | + 17 h 13 min 29 s                                     |
| 5e                                                     | Midi                                                   | France                                                 | + 18 h 12 min 41 s                                     |
| 6e                                                     | Provence                                               | France                                                 | + 20 h 47 min 29 s                                     |
| 7e                                                     | Normandie                                              | France                                                 | + 25 h 46 min 13 s                                     |
| 8e                                                     | Nord                                                   | France                                                 | + 33 h 0 min 52 s                                      |
| 9e                                                     | Alsace-Lorraine                                        | France                                                 | + 35 h 11 min 8 s                                      |
| modifier                                               |                                                        |                                                        |                                                        |

## Liste des participants
La liste ci-dessous présente les coureurs inscrits par numéro de dossard.
| Légende | Légende                                                                    | Légende | Légende                                                    |
| ------- | -------------------------------------------------------------------------- | ------- | ---------------------------------------------------------- |
| Num     | Dossard de départ porté par le coureur sur ce Tour                         | Pos     | Position à l'arrivée de la course                          |
|         | Indique un maillot de champion national ou mondial, suivi de sa spécialité | NP      | Indique un coureur qui n'a pas pris le départ de la course |
| AB      | Indique un coureur qui n'a pas terminé la course                           | HD      | Indique un coureur qui a terminé la course hors des délais |

| Belgique | Belgique             | Belgique |
| -------- | -------------------- | -------- |
| Num      | Coureur              | Pos      |
| 1        | Jean Aerts (BEL)     | AB-13    |
| 2        | Aimé Dossche (BEL)   | 12e      |
| 3        | Jef Demuysere (BEL)  | 4e       |
| 4        | Jan Mertens (BEL)    | 15e      |
| 5        | Frans Bonduel (BEL)  | 7e       |
| 6        | Louis Delannoy (BEL) | 11e      |
| 7        | Georges Laloup (BEL) | 19e      |
| 8        | Omer Taverne (BEL)   | 30e      |

| Italie | Italie                    | Italie |
| ------ | ------------------------- | ------ |
| Num    | Coureur                   | Pos    |
| 9      | Alfredo Binda (ITA)       | AB-10  |
| 10     | Domenico Piemontesi (ITA) | NP-10  |
| 11     | Gaetano Belloni (ITA)     | NP-5   |
| 12     | Learco Guerra (ITA)       | 2e     |
| 13     | Giuseppe Pancera (ITA)    | 20e    |
| 14     | Leonida Frascarelli (ITA) | AB-7   |
| 15     | Felice Gremo (ITA)        | AB-7   |
| 16     | Marco Giuntelli (ITA)     | 31e    |

| Espagne | Espagne                | Espagne |
| ------- | ---------------------- | ------- |
| Num     | Coureur                | Pos     |
| 17      | Salvador Cardona (ESP) | 16e     |
| 18      | José Trueba (ESP)      | 36e     |
| 19      | Valeriano Riera (ESP)  | 17e     |
| 20      | Francesco Cepeda (ESP) | 27e     |
| 21      | Vicente Trueba (ESP)   | 24e     |
| 22      | Juan Mateu (ESP)       | 34e     |
| 23      | Jesús Dermit (ESP)     | HD-2    |
| 24      | Nicolás Tubau (ESP)    | AB-7    |

| Allemagne | Allemagne             | Allemagne |
| --------- | --------------------- | --------- |
| Num       | Coureur               | Pos       |
| 25        | Felix Manthey (GER)   | 22e       |
| 26        | Rudolf Wolke (GER)    | AB-7      |
| 27        | Herbert Nebe (GER)    | AB-19     |
| 28        | Adolf Schön (GER)     | 10e       |
| 29        | Oskar Thierbach (GER) | 13e       |
| 30        | Alfred Siegel (GER)   | 33e       |
| 31        | Hermann Buse (GER)    | AB-9      |
| 32        | Oskar Tietz (GER)     | AB-9      |

| France | France                  | France |
| ------ | ----------------------- | ------ |
| Num    | Coureur                 | Pos    |
| 33     | Charles Pélissier (FRA) | 9e     |
| 34     | Victor Fontan (FRA)     | AB-9   |
| 35     | Jules Merviel (FRA)     | 21e    |
| 36     | Marcel Bidot (FRA)      | 5e     |
| 37     | Antonin Magne (FRA)     | 3e     |
| 38     | André Leducq (FRA)      | 1er    |
| 39     | Pierre Magne (FRA)      | 6e     |
| 40     | Joseph Mauclair (FRA)   | AB-9   |

| Alsace-Lorraine (Touristes-routiers) | Alsace-Lorraine (Touristes-routiers) | Alsace-Lorraine (Touristes-routiers) |
| ------------------------------------ | ------------------------------------ | ------------------------------------ |
| Num                                  | Coureur                              | Pos                                  |
| 118                                  | Lucien Lange (FRA)                   | 50e                                  |
| 145                                  | Henri Simonin (FRA)                  | NP-7                                 |

| Champagne (Touristes-routiers) | Champagne (Touristes-routiers) | Champagne (Touristes-routiers) |
| ------------------------------ | ------------------------------ | ------------------------------ |
| Num                            | Coureur                        | Pos                            |
| 114                            | Georges Berton (FRA)           | 23e                            |
| 119                            | Fernand Moulet (FRA)           | AB-20                          |
| 129                            | Guy Bariffi (SUI)              | 49e                            |
| 135                            | Paul Delbart (FRA)             | 44e                            |

| Côte d'Azur (Touristes-routiers) | Côte d'Azur (Touristes-routiers) | Côte d'Azur (Touristes-routiers) |
| -------------------------------- | -------------------------------- | -------------------------------- |
| Num                              | Coureur                          | Pos                              |
| 104                              | Charles Cottalorda (FRA)         | 54e                              |
| 105                              | Battista Berardi (ITA)           | 48e                              |
| 124                              | Jean Ampurias (FRA)              | 53e                              |
| 125                              | Auguste Encrine (FRA)            | 32e                              |
| 134                              | Fernand Fayolle (FRA)            | AB-17                            |

| Île-de-France (Touristes-routiers) | Île-de-France (Touristes-routiers) | Île-de-France (Touristes-routiers) |
| ---------------------------------- | ---------------------------------- | ---------------------------------- |
| Num                                | Coureur                            | Pos                                |
| 108                                | François Moreels (BEL)             | 25e                                |
| 112                                | Henri Gottrand (FRA)               | 42e                                |
| 120                                | Émile Faillu (FRA)                 | 56e                                |
| 123                                | Marcel Folliot (FRA)               | HD-9                               |
| 137                                | Marcel Huot (FRA)                  | AB-14                              |

| Midi (Touristes-routiers) | Midi (Touristes-routiers) | Midi (Touristes-routiers) |
| ------------------------- | ------------------------- | ------------------------- |
| Num                       | Coureur                   | Pos                       |
| 115                       | Pierre Bobo (FRA)         | 58e                       |
| 127                       | Marcel Ilpide (FRA)       | 59e                       |
| 131                       | Adrien Plautin (FRA)      | 39e                       |
| 149                       | Jean Goulême (FRA)        | 26e                       |
| 167                       | Candide Badal (FRA)       | AB-9                      |

| Nord (Touristes-routiers) | Nord (Touristes-routiers) | Nord (Touristes-routiers) |
| ------------------------- | ------------------------- | ------------------------- |
| Num                       | Coureur                   | Pos                       |
| 109                       | Amand Goubert (FRA)       | 43e                       |
| 141                       | Rémy Verschaetse (BEL)    | HD-9                      |
| 144                       | Albert Barthélémy (FRA)   | NP-10                     |
| 146                       | Julien Perrain (FRA)      | AB-9                      |
| 156                       | Jérôme Declercq (BEL)     | AB-7                      |

| Normandie (Touristes-routiers) | Normandie (Touristes-routiers) | Normandie (Touristes-routiers) |
| ------------------------------ | ------------------------------ | ------------------------------ |
| Num                            | Coureur                        | Pos                            |
| 101                            | Marcel Masson (FRA)            | 51e                            |
| 121                            | Maurice Arnoult (FRA)          | AB-7                           |
| 142                            | Henri Touzard (FRA)            | 37e                            |
| 171                            | Lorenzo Fortuno (ITA)          | NP-2                           |

| Provence (Touristes-routiers) | Provence (Touristes-routiers) | Provence (Touristes-routiers) |
| ----------------------------- | ----------------------------- | ----------------------------- |
| Num                           | Coureur                       | Pos                           |
| 113                           | Charles Cento (FRA)           | AB-7                          |
| 116                           | Édouard Teisseire (FRA)       | 52e                           |
| 130                           | Louis Peglion (FRA)           | 14e                           |

| Sud-Est (Touristes-routiers) | Sud-Est (Touristes-routiers) | Sud-Est (Touristes-routiers) |
| ---------------------------- | ---------------------------- | ---------------------------- |
| Num                          | Coureur                      | Pos                          |
| 122                          | Benoît Faure (FRA)           | 8e                           |
| 126                          | Ubaldo Merlo (ITA)           | HD-7                         |
| 132                          | Marcel Mazeyrat (FRA)        | 18e                          |
| 147                          | Louis Bajard (FRA)           | 29e                          |
| 150                          | François Ondet (FRA)         | 28e                          |

| Individuels (Touristes-routiers) | Individuels (Touristes-routiers) | Individuels (Touristes-routiers) |
| -------------------------------- | -------------------------------- | -------------------------------- |
| Num                              | Coureur                          | Pos                              |
| 102                              | Léopold Boisselle (FRA)          | 40e                              |
| 103                              | Georges Petit (FRA)              | 57e                              |
| 106                              | Paul Filliat (FRA)               | NP-1                             |
| 107                              | Pierre Charon (FRA)              | AB-2                             |
| 110                              | Odile Taillieu (BEL)             | AB-9                             |
| 111                              | Henri Prévost (FRA)              | 46e                              |
| 117                              | Paulin Lanteri (FRA)             | 55e                              |
| 128                              | Pierre Jouel (FRA)               | 38e                              |
| 133                              | Eugène Greau (FRA)               | NP-1                             |

| Individuels (suite) (Touristes-routiers) | Individuels (suite) (Touristes-routiers) | Individuels (suite) (Touristes-routiers) |
| ---------------------------------------- | ---------------------------------------- | ---------------------------------------- |
| Num                                      | Coureur                                  | Pos                                      |
| 136                                      | Jean Martinet (SUI)                      | 45e                                      |
| 138                                      | Eugen Werner (SUI)                       | AB-7                                     |
| 139                                      | Secondo Martinetto (ITA)                 | NP-3                                     |
| 140                                      | François Menta (FRA)                     | NP-1                                     |
| 148                                      | Gaston Persigan (FRA)                    | HD-7                                     |
| 152                                      | Marcel Tissier (FRA)                     | 47e                                      |
| 153                                      | Lucien Buysse (BEL)                      | HD-16                                    |
| 154                                      | Omer Huyse (BEL)                         | HD-2                                     |
| 155                                      | Ernest Mottard (BEL)                     | NP-3                                     |

| Individuels (suite) (Touristes-routiers) | Individuels (suite) (Touristes-routiers) | Individuels (suite) (Touristes-routiers) |
| ---------------------------------------- | ---------------------------------------- | ---------------------------------------- |
| Num                                      | Coureur                                  | Pos                                      |
| 158                                      | Aurelio Menegazzi (ITA)                  | AB-5                                     |
| 159                                      | Siro Magagnini (ITA)                     | NP-1                                     |
| 166                                      | Fernand Bruynooghe (FRA)                 | AB-9                                     |
| 168                                      | Fernand Robache (FRA)                    | 41e                                      |
| 169                                      | Lucien Laval (FRA)                       | 35e                                      |
| 173                                      | Mario Della Fina (ITA)                   | NP-1                                     |
| 182                                      | André Souchard (FRA)                     | HD-4                                     |
| 184                                      | Raymond Lales (FRA)                      | HD-1                                     |
| 186                                      | Giovanni Ronco (ITA)                     | NP-2                                     |